# Tokyo Tower (film, 2005)
Pour l’article homonyme, voir Tour de Tōkyō.
Pour plus de détails, voir Fiche technique et Distribution.
Tokyo Tower (東京タワー, Tōkyō tawā) est un film japonais réalisé par Takashi Minamoto (ja) et sorti en 2005. Le scénario est inspiré d'un roman de Kaori Ekuni,

## Synopsis
Dans les milieux huppés de Tokyo, Tōru et Koji, deux étudiants à la fac, partagent un amour des femmes plus âgées. Tandis que Tōru a offert son cœur à une femme qu'il voit depuis trois ans à présent, Koji s'amuse, multipliant les conquêtes de tous âges.

## Fiche technique
- Titre : Tokyo Tower
- Titre original : 東京タワー (Tōkyō tawā?)
- Réalisation : Takashi Minamoto (ja)
- Date de sortie :
  - Japon : 15 janvier 2005[1]

## Distribution
- Hitomi Kuroki : Shifumi Asano
- Jun'ichi Okada : Tōru Kojima
- Jun Matsumoto : Koji Ohara
- Shinobu Terajima : Kimiko Kawano
- Mylène Demongeot :
- Kento Handa : Hashimoto
- Aya Hirayama : Yoshida
- Rosa Kato : Yuri
- Gorō Kishitani : Asano
- Hiroyuki Miyasako : Kawano
- Shelley Sweeney : Shelley sweeney
- Kimiko Yo : Yoko Kojima